# Bochotnica
Bochotnica je selo starostenstvo u jugozapadnoj Poljskoj, između Puławya i Lublina, u blizini Nałęczówa, na rijeci Visli. Upravno pripada Lublinskom vojvodstvu. Godine 2010. je imao 1500 stanovnika.